# Strauchbufo raddei
Strauchbufo raddei is een kikker uit de familie padden (Bufonidae).
De soort werd voor het eerst beschreven door Alexander Strauch in 1876. Oorspronkelijk werd de wetenschappelijke naam Bufo Raddei gebruikt. Het geslacht Strauchbufo werd pas in 2012 beschreven door Liang Fei, Chang-yuan Ye en Jian-ping Jiang zodat de literatuur niet altijd eenduidig is. De soortaanduiding raddei is een eerbetoon aan de Duitse natuuronderzoeker Gustav Radde (1831 - 1903). De geslachtsnaam Strauchbufo is vernoemd naar eerder genoemde Strauch.
Het is de enige soort uit het monotypische geslacht Strauchbufo. Strauchbufo raddei komt voor in delen van Azië, en leeft in de landen China, Mongolië en Rusland. De pad wordt ongeveer 4 tot 9 centimeter lang en heeft een grijze kleur met donkere vlekken. Mannetjes blijven kleiner dan de vrouwtjes.
Adenomus · 
Altiphrynoides · 
Amazophrynella · 
Anaxyrus · 
Ansonia · 
Atelopus · 
Barbarophryne · 
Blythophryne · 
Bufo · 
Bufoides · 
Bufotes · 
Capensibufo · 
Churamiti · 
Dendrophryniscus · 
Didynamipus · 
Duttaphrynus · 
Epidalea · 
Frostius · 
Ghatophryne · 
Incilius · 
Ingerophrynus · 
Laurentophryne · 
Leptophryne · 
Melanophryniscus · 
Mertensophryne · 
Metaphryniscus · 
Nannophryne · 
Nectophryne · 
Nectophrynoides · 
Nimbaphrynoides · 
Oreophrynella · 
Osornophryne · 
Parapelophryne · 
Pedostibes · 
Pelophryne · 
Peltophryne · 
Phrynoidis · 
Poyntonophrynus · 
Pseudobufo · 
Rentapia · 
Rhaebo · 
Rhinella · 
Sabahphrynus · 
Schismaderma · 
Sclerophrys · 
Strauchbufo · 
Truebella · 
Vandijkophrynus · 
Werneria · 
Wolterstorffina · 
Xanthophryne